# Ephedra trifurca
Ephedra trifurca là một loài thực vật hạt trần trong họ Ephedraceae. Loài này được Torr. ex S.Watson mô tả khoa học đầu tiên năm 1871.